# Ordre de Saint-Georges d'Alfama
Pour les articles homonymes, voir Ordre de Saint-Georges (homonymie).
 (octobre 2008).
Si vous disposez d'ouvrages ou d'articles de référence ou si vous connaissez des sites web de qualité traitant du thème abordé ici, merci de compléter l'article en donnant les références utiles à sa vérifiabilité et en les liant à la section « Notes et références ».
L’ordre de Saint-Georges-d'Alfama.

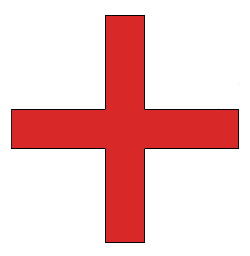
l’emblème de l’ordre : croix de gueules

Du nom d'un château, appartient à la couronne d'Aragon.
Il a été fondé en 1201 pour protéger les côtes catalanes des pirates musulmans.
Bien qu'engagé dans la reconquête de Valence au XIIIe siècle, il n'est reconnu qu'en 1373.
C'était un ordre bien humble, comptant environ à peine plus d'une cinqantaines de membres. Lors de sa fusion avec l’ordre de Montesa en 1400, l'ordre ne comptait vraisemblablement pas plus d'une demi-douzaines de membres.